# Pomarez
Pomarez är en kommun i departementet Landes i regionen Nouvelle-Aquitaine i sydvästra Frankrike. Kommunen ligger i kantonen Amou som tillhör arrondissementet Dax. År 2022 hade Pomarez 1 605 invånare.

## Befolkningsutveckling
Antalet invånare i kommunen Pomarez
Referens:INSEE